# П'єрфон (замок)
Замок П'єрфон (фр. Château de Pierrefonds) — замок на південно-східній окраїні Комп'єнського лісу (департамент Уаза), розташований між містами Комп'єнь і Вілле-Котре.

## Історія
Збудований у 90-х роках XIV століття на місці більш ранніх укріплень XII століття, зруйнований у XVII столітті, відновлений у другій половині XIX століття. У XII столітті замок належав сеньйорам П'єрфон із К'єрзі. Від нього збереглися тільки підвальні приміщення. Наприкінці XII століття замок перейшов до короля Філіппа Августа й із того часу став королівським володінням.
Герцог Людовик Орлеанський отримав у 1392 році в подарунок від свого брата — короля Карла VI — П'єрфон і герцогство Турень. Околиці П'єрфону ввійшли до складу графства Валуа, яке стало герцогством. У 1396 році Людовик розпочав повну перебудову замку. Архітектор невідомий, але, можливо, це був Раймон дю Темпль. Пізніше роботи очолив королівський архітектор Жан Ле Нуар під наглядом Жана Обеле. Будівництво завершилось уже після вбивства Людовика Орлеанського (1407).
На початку правління Людовика XIII замок належав Франсуа-Ганнібалу д'Естре (брату Габріель д'Естре), який приєднався до партії «незадоволених», очолюваної принцом Конде. У березні 1617 року після облоги П'єрфон був узятий військами кардинала Рішельє. Кардинал наказав зруйнувати замок, але через масштабність споруди обмежилися тим, що знищили зовнішні укріплення та дах.

## Реставрація
В епоху романтизму, під час загального захоплення архітектурою Середньовіччя, руїни замку стають модним місцем романтичного відпочинку. У 1813 році імператор Наполеон I купив землі, на яких був розташований замок. У серпні 1832 року Луї-Філіпп проводить біля замку П'єрфон бенкет з нагоди весілля своєї дочки Луїзи та Леопольда Саксен-Кобургського, першого бельгійського короля. Багато художників, у тому числі й Коро, зобразили замок у своїх роботах. Принц Наполеон, майбутній імператор, який цікавився археологією, відвідав руїни замку в 1850 році. У 1857 році він за порадою Проспера Меріме вирішив відновити П'єрфон і зробити його своєю резиденцією.

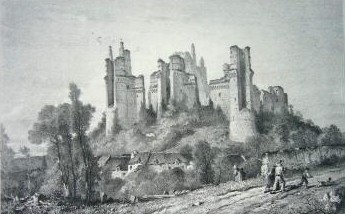
Руїни замку до реставрації

Реконструкція замку почалася під керівництвом Віолле-ле-Дюка, який вважався найкращим спеціалістом з архітектури Середньовіччя. Він реставрував такі романські й готичні архітектурні комплекси, як Собор Паризької Богоматері, Шартрський собор, Каркассон. Однак його метод відновлення пам'яток старовини мав як прихильників, так і противників, які критикували Віолле-ле-Дюка за ненауковий підхід. Він створював споруди такими, якими вони поставали в його уяві. Нерідко вигляд відреставрованої будівлі мав мало спільного з тим, чим вона була колись. Спочатку планувалося відбудувати лише декілька веж із житловими приміщеннями, зберігши «мальовничі» руїни. Роботи продовжувалися до 1885 року, після смерті Віолле-ле-Дюка (1879) ними керував його учень Ураду.

## Опис
У плані замок прямокутний, його розміри — 103 на 88 м, товщина зовнішніх стін сягає 5—6 метрів.
У курдонері встановлено кінний пам'ятник Людовикові Орлеанському. Гербовий зал і зал лицарських дам, оформлені в період Другої імперії, вважаються найкрасивішими залами в замку.

## У кіно
Замок послужив знімальним майданчиком для таких фільмів, як «Двоглавий орел» Жана Кокто, «Прибульці», «Жанна д'Арк» і «Людина в залізній масці», а також серіалів «Версаль», «Чаклуни з Вейверлі» та «Мерлін». В останньому він грає роль славнозвісного замку Камелот.